# Кузьмишин Віталій Миколайович
Віта́лій Миколайович Кузьмишин (* 5 червня 1973, с. Лісниче Бершадського району Вінницької області — український юрист, чинний голова Сьомого апеляційного адміністративного суду. Заслужений юрист України. Кандидат юридичних наук.

## Освіта
Донецький національний університет (на момент закінчення — Донецький державний університет), економіко-правовий факультет, спеціальність «Правознавство» (1995 рік).

## Біографія
Трудову діяльність розпочав у 1994 році.
Після закінчення у 1995 році юридичного факультету Донецького державного університету за спеціальністю «Правознавство» обіймав посади стажиста прокуратури, стажиста помічника прокурора, помічника прокурора м. Вінниці.
З листопада 1999 року по січень 2006 року — суддя, заступник голови Ленінського районного суду м. Вінниці
Січень 2006 року — жовтень 2010 року — суддя, голова Вінницького окружного адміністративного суду
З 08 жовтня 2010 року — суддя Вінницького апеляційного адміністративного суду.
З 20 грудня 2010 — голова Вінницького апеляційного адміністративного суду.
З 28 вересня 2018 року – суддя Сьомого апеляційного адміністративного суду.
З 01 жовтня 2018 року – голова  Сьомого апеляційного адміністративного суду.

## Громадська діяльність
Член Вищої ради юстиції, призначений 02.07.2013 року на пленарному засіданні Верховної Ради України шляхом таємного голосування, присягу члена ВРЮ склав на пленарному засіданні Верховної Ради України 02.07.2013 року.
Член Ради суддів адміністративних судів України (2008–2010 роки).
Член Кваліфікаційної комісії суддів адміністративних судів України (2007–2009 роки).

## Нагороди
Почесне звання «Заслужений юрист України» (2007 рік).
Почесний знак Вищого адміністративного суду України (2011 рік).

## Наукові статті
- «Науково-практичний аспект підсудності справ за позовами Державної податкової служби про припинення юридичної особи та фізичної особи підприємця» - Вісник Вищого адміністративного суду України № 1, 2008 р.
- «Причини виникнення та шляхи розв’язання проблемних питань, пов’язаний із соціальними спорами» - Вісник Вищого адміністративного суду України № 1, 2012
- «Ініціативи Вінницького апеляційного адміністративного суду України задля зміцнення авторитету судової гілки влади» - Вісник Вищої ради юстиції, № 2 (10), 2012 р.
- «Судова реформа в Україні: які досягнення маємо на сьогодні та що потрібно для того, аби реформа була дієвою» - Адміністративне судочинство, № 4, 2012 р.
- «Шляхи забезпечення безумовного виконання судового рішення» - Слово Національної школи суддів України № 3 (8), 2014 р.